# George Banu
George Banu (Georges Banu, n. 22 iunie 1943, Buzău, România – d. 21 ianuarie 2023, Paris, Métropole du Grand Paris, Franța) a fost un teatrolog și profesor universitar român stabilit la Paris.
Din martie 2013 a fost membru de onoare al Academiei Române.

## Studii
George Banu a absolvit, la Buzău, Liceul „B. P. Hasdeu” și Școala Normală. Studiază la Academia de Teatru și Film, București, având drept coleg pe regizorul Andrei Șerban.
Devine profesor de teatrologie la Sorbona - Paris, Franța, unde se stabilește în 1973. De asemenea este profesor la Universitatea Louvain la Neuve din Belgia. Între 1991-2000 a fost director al Academiei Experimentale de Teatru. Este membru UNITER. Este președinte de onoare al Asociației Internaționale a Criticilor de Teatru (după ce a fost ales de trei ori președinte).

### Titluri universitare

#### Titluri universitare franceze
- Doctorat  ciclul  III: „L’Orient  et  le  nouveau  utopique  (Brecht,  Meyerhold,  Eisenstein)”, susținut pe [4  aprilie]] 1978  la  Universitatea  Paris  III,  sub îndrumarea  domnului  profesor  Bernard Dort, cu mențiunea Foarte bine.
- Doctorat de stat: „Pratiques de la mémoire dans l`art de la mise en scène au XXe siècle”, susținut  pe  25  septembrie 1987  la  Universitatea  Paris  III,  sub  îndrumarea  domnului  profesor Bernard Dort, cu mențiunea Foarte bine.

#### Titlu universitar românesc
- Doctorat  în  estetică  la  Universitatea  București: „Modurile  comunicării  teatrale  în secolul XX”, susținut pe 17 noiembrie 1973 la Universitatea din București, sub îndrumarea domnului profesor I. Toboșaru.

## Premii
- 1989 - Cavaler al Arts et des Lettres;
- 2006 - Doctor Honoris Causa al Universității Naționale de Arta Teatrală și Cinematografică "I.L.Caragiale", București.[11]
- 2006 - Premiul de Onoare al AICT - Secția Română, în cadrul Galei UNITER
- 2012 - Premiului Special al Festivalului Shakespeare 2012, oferit de Rotary Craiova Probitas ;i Rotary Craiova;
- Cavaler al Palmes académiques;
- Membru de Onoare al Fundației Culturale Română;
- Cetățean de Onoare al orașului Bolonia și Sao Paolo;
- Cavaler al Meritului Național;
- Membru de onoare al Academiei Române;
- Ofițer Ordre des Arts et des Lettres.

## Cărți în română
- Modurile de comunicare teatrală în secolul XX, Universitatea București, Facultatea de Litere, 1973
- Arta teatrului: studii teoretice și antologie de texte; cu Mihaela Tonitza-Iordache; trad. de Delia Voicu, Editura Nemira, 1975; 2004 - ISBN: 978-973-56-9629-0
- Teatrul memoriei; trad. de Andriana Fianu, Univers, 1993 - ISBN: 973-34-0282-6
- Roșu și aur: teatrul spectatorului; trad. de Cristina Corciovescu; Editura Fundației Culturale Române, 1993 - ISBN: 973-9132-90-1
- Actorul pe calea fără de urmă: zile de teatru în Japonia; trad. de Mircea Ghițulescu, Editura Fundației Culturale Române, 1995 - ISBN: 973-9155-69-3
- Livada de vișini, teatrul nostru: jurnal de spectator; trad. de Anca Măniuțiu, Nemira, 2000; 2011 - ISBN: 973-8475-41-4
- Uitarea; trad. de Anca Măniuțiu, Biblioteca Aprostrof, Cluj-Napoca, 2002 - ISBN: 973-9279-50-3
- Ultimul sfert de secol teatral; trad. de Delia Voicu, Paralela 45, 2003 - ISBN: 973-697-007-8
- Peter Brook. Spre teatrul formelor simple - o panoramă subiectivă; trad. de Delia Voicu, Polirom, 2005 - ISBN: 973-46-0132-6
- De la moartea copilului la uciderea copilului - Teatru și sculptură, George Banu, Monique Borie; trad. de Anca Măniuțiu, Liternet, 2007 - ISBN: 978-973-7893-96-3
- Scena supravegheată. De la Shakespeare la Genet; trad. de Delia Voicu, Polirom, 2007 - ISBN: 978-973-46-0833-1
- Dincolo de rol sau Actorul nesupus; trad. de Delia Voicu, Nemira, 2008 - ISBN: 978-973-143-190-1
- Spatele omului: pictură și teatru; trad. de Ileana Littera; Nemira, 2008 - ISBN: 978-973-143-261-8
- Yannis Kokkos, scenograful și cocostârcul; trad. de Eugenia Anca Rotescu, Curtea Veche, 2009 - ISBN: 978-973-669-874-3
- Repetițiile și Teatrul reînnoit - Secolul Regiei; trad. de Mirella Nedelcu-Pătureanu, Nemira, 2009; 2016 - ISBN: 978-606-758-723-4
- Trilogia îndepărtării: Odihna, Noaptea, Uitarea; trad. de Ileana Littera și Anca Măniuțiu, Cartea Românească, 2010 - ISBN: 978-973-23-2908-5
- Shakespeare, lumea-i un teatru; trad. de Ileana Littera și Ioana Ieronim, Nemira, 2010; 2013 - ISBN: 978-606-8134-30-7
- Teatrul de artă sau forma și viața; trad. de Mirella Nedelcu-Pătureanu, Nemira, 2010 - ISBN: 978-606-8134-70-3
- Teatrul de artă, o tradiție modernă; trad. de Mirella Nedelcu-Pătureanu, Nemira, 2010; 2013 - ISBN: 978-606-579-704-8
- Reformele teatrului în secolul reînnoirii, Nemira, 2011 - ISBN: 978-606-579-222-7
- Cortina sau fisura lumii; trad. de Ileana Cantuniari; Humanitas, 2012 - ISBN: 978-973-50-3621-8
- Parisul personal. Autobiografie urbană, Nemira, 2013 - ISBN: 978-606-579-720-8
- Nocturne; trad. de Dana Monah, Nemira, 2013 - ISBN: 978-606-579-681-2
- Iubire și neiubire de teatru, Polirom; trad. de Ileana Littera, 2013 - ISBN: 978-973-46-3798-0
- Monologurile neîmplinirii; trad. de Ileana Littera, Polirom, 2014 - ISBN: 978-973-46-4491-9
- Scena modernă. Mitologii și miniaturi; trad. de Vlad Russo, Nemira, 2014 - ISBN: 978-606-579-784-0
- Japonia, imperiul teatrului; trad. de Dana Ionescu, Nemira, 2015 - ISBN: 978-606-758-271-0
- Parisul personal. Casa cu daruri, Nemira, 2015 - ISBN: 978-606-758-174-4
- Parisul personal. Familia din Rivoli 18, Nemira, 2016 - ISBN: 978-606-758-756-2
- Brâncuși împotriva Statelor Unite; Eric Vigner, George Banu, Curtea Veche - 2016, ISBN: 978-606-588-905-7
- Convorbiri teatrale: Festivalul International de la Sibiu, Nemira, 2016 - ISBN: 978-606-758-688-6
- Viața secundă – comentarii și mărturii despre teatru, în dialog cu Mircea Morariu, Editura Fundația Culturală Camil Petrescu, 2016 - ISBN: 978-606-822-051-2
- George Banu: Teatrul în dialog cu "străinul", 2016
- Ușa, o geografie intimă; trad. de Anca Măniuțiu, Nemira, 2017 - ISBN: 978-606-430-037-9
- Cehov, aproapele nostru; trad. de Vlad Russo, Nemira, 2017 - ISBN: 978-606-758-975-7
- Scena lumii, Polirom, 2017 - ISBN: 978-973-466-765-9
- Iisușii mei sau coexistența cu arta sacră, Nemira, 2018 - ISBN: 978-606-43-0279-3
- Povestirile lui Horatio - portrete și mărturii ale maeștrilor scenei europene; trad. de Cindrel Lupe, Tracus Arte, 2021 - ISBN: 978-606-023-273-5
- O lumină în inima nopții; trad. de Mihaela Stan, Nemira, 2021 - ISBN: 978-606-43-1054-5
- Teatrul și spiritul vremii; trad. de Simona Modreanu, Junimea, 2021 - ISBN: 978-973-37-2455-1
- Viața și teatru pe Scena lumii, Polirom, 2021 - ISBN: 978-973-468-356-7
- Obiecte rănite; trad. de Cindrel Lupe, Nemira, 2022 - ISBN: 978-606-431-382-9
- Privirea de aproape; trad. de Simona Modreanu, Junimea, 2023 - ISBN: 978-973-37-2637-1
- Ultima oară, Editura Muzeul Literaturii Române, 2023 - ISBN: 978-973-167-634-0
- Convorbiri teatrale II, Nemira, 2024 - ISBN: 978-606-43-1829-9

## Cărți în franceză
- L’espace théâtral (avec Anne Ubersfeld) (CNDP, 1980)
- Le costume de théâtre (CNDP, 1981)
- Bertolt Brecht ou le petit contre le grand (Paris, Aubier Montaigne, 1981)
- Le Théâtre, sorties de secours (Aubier, 1983)
- L'acteur qui ne revient pas. Journées de théâtre au Japon (Aubier, 1986; Folio, 1993)
- Mémoires du Théâtre (Actes Sud, 1987)
- Le Rouge et l'Or, une poétique du théâtre à l'italienne (Flammarion 1989)
- Opéra, théâtre: une mémoire imaginaire(Paris, L’Herne, 1990)
- Peter Brook. De Timon d'Athènes à la Tempête (Flammarion, 1991)
- L'Acteur qui ne revient: journées de théâtre au Japon (Aubier, 1991)
- Bertolt Brecht: le petit contre le grand (Aubier, 1992)
- Le théâtre, ou L'instant habité: exercices et essais (Paris, L’Herne, 1993)
- Genet à Chatila: Textes de Georges Banu ... [et al.] ; réunis par Jérôme Hankins (Arles, Actes Sud, 1994)
- Le costume de théâtre dans la mise en scène contemporaine: Avec diapositives (Canopé - CNDP, 1994)
- Sarah Bernhardt: Sculptures de l'éphémère (Caisse Nationale des Monuments Historiques et des Sites, 1995)
- La Fête de l' instant: dialogues avec Georges Banu -  Luc Bondy (Actes Sud, 1996)
- Le Rideau ou la fêlure du monde (Adam Biro, 1998)
- Avec Brecht,sous la direction de Georges Banu (Actes Sud, 1999)
- Notre théâtre, La Cerisaie: Cahier de spectateur (Actes Sud, 1999)
- Les Cités du Théâtre d'Art. De Stanislavski à Strehler, sous la direction de Georges Banu (Théâtrales, 2000)
- L'Homme de dos. Peinture, theatre (Biro, 2000)
- Les cités du théâtre d'art: DE STANISLAVSKI A STREHLER, sous la direction de Georges Banu (Theatrales, 2001)
- Peter Brook: de Timon d'Athènes à Hamlet (Flammarion, 2001)
- L'Oubli - essai en miettes (Les Solitaires Intempestifs, 2002)
- Exercices d'accompagnement. D'Antoine Vitez à Sarah Bernhardt (L'Entretemps, 2002)
- Yannis Kokkos. Le Scénographe et le Héron (Actes Sud, 2004)
- La Nuit nécessaire (Biro, 2004)
- Peter Brook: Vers un théâtre premier (Seuil, 2005)
- Les Répétitions. De Stanislavski à aujourd'hui (Actes Sud, 2005)
- Nocturnes. Peindre la nuit, jouer dans le noir (Biro & Cohen, 2005)
- Le cas Avignon 2005: Regards critiques (L’Entretemps, 2005)
- Les mémoires du théâtre (Arles, Actes Sud, 2005)
- La Scène surveillée (Actes Sud, 2006)
- Miniatures théoriques: Repères pour un paysage théâtral (Actes Sud, 2009)
- Shakespeare, le Monde est une scène. Métaphores et pratiques théâtrales (Gallimard, 2009)
- Le Repos (Les Solitaires Intempestifs, 2009)
- Des murs... au Mur (Gründ, 2009)
- L’Enfant qui meurt: Motif avec variations - Champ théâtral (L’Entretemps, 2010)
- Les Voyages du comédien (Gallimard, Collection Pratique du Théâtre, 2012)
- Amour et désamour du théâtre (Arles, Actes Sud, 2013)
- La porte au coeur de l'intime (Arlea, 2015)
- Le Théâtre de Anton Tchekhov (Ides Calendes, 2016)
- Le théâtre ou le défi de l'inaccompli (Les Solitaires Intempestifs, 2016)
- Le Théâtre et l'Exil (Omniscriptum, 2019)
- Shakespeare : Métaphores et pratiques du théâtre (Entre-Vues, 2019)
- Une lumière au cœur de la nuit - Le lustre, de l’intime à la scène (Arlea, 2020)
- Le théâtre et l’esprit du temps (Generis, 2021)
- Les Récits d'Horatio - Portraits et aveux des maîtres du théâtre européen (Actes Sud, 2021)
- Les objets blessés (Cohen & Cohen, 2022)

## Cărți în germană
- Der Schauspieler kehrt nicht wieder (Berlin , Alexander, 1990)
- Das Fest des Augenblicks: Gespräche mit Georges Banu / Luc Bondy ; aus dem Franösischen von Andres Müry; Salzburg; Residenz Verlag, 1997

## Spectacole de teatru
- Uitarea
- A fi sau a nu fi Europa

## Cărți omagiale
- Călătoriile sau orizontul teatrului: Omagiu lui George Banu, Catherine Naugrette (coord.); trad. Ileana Cantuniari, Nemira, 2013,  ISBN: 978-606-57-9625-6
- Aproape de scenă, George Banu, Iuliana Boldea, Stefania Pop-Curseu (coord.), Curtea Veche, 2013, ISBN: 978-606-58-8624-7
- Pagini alese, 3 vol., Nemira, 2018, ISBN: 978-606-43-0279-3
- Secolul 21 - George Banu, contemporanul nostru I, Editura Fundația Culturală Secolul 21, 2019, ISBN: 978-606-82-8922-9
- Secolul 21 - George Banu, contemporanul nostru II, Editura Fundația Culturală Secolul 21, 2020, ISBN: 978-606-82-8923-6
- George Banu. Portret într-o galerie de artă, Silvian Floarea, Junimea, 2020, ISBN: 978-973-37-2353-0
- George Banu… la plecare, Tracus Arte, 2024, ISBN: 978-973-167-686-9

### Interviuri
- Cultura bate criza. „Memoria e o vocație, uitarea, un destin“, Carmen Mușat, Observator cultural - numărul 548, octombrie 2010
- George Banu: A merge la teatru și aici, și în Occident e o formă de rezistență, 17 aprilie 2011, Monica Andronescu, Jurnalul Național
- Criticul de teatru George Banu, despre prietenii săi: „Cioran surâdea, râdea, dar își ascundea răvășirile“, 12 aprilie 2013, Simona Chițan, Adevărul